# Алфијано Ната
Алфијано Ната (итал. Alfiano Natta) је насеље у Италији у округу Алесандрија, региону Пијемонт.
Према процени из 2011. у насељу је живело 232 становника. Насеље се налази на надморској висини од 276 м.

## Становништво
Према резултатима пописа становништва 2011. у општини је живело 754 становника.
| 1931. | 1936. | 1951. | 1961. | 1971. | 1981. | 1991. | 2001. | 2011. |
| ----- | ----- | ----- | ----- | ----- | ----- | ----- | ----- | ----- |
| 1.987 | 1.877 | 1.727 | 1.481 | 1.073 | 877   | 806   | 793   | 754   |